# Hyantis infumata
Hyantis infumata är en fjärilsart som beskrevs av Otto Staudinger 1894. Hyantis infumata ingår i släktet Hyantis och familjen praktfjärilar. Inga underarter finns listade i Catalogue of Life.